# Петльована Ольга Іванівна
Петльована Ольга Іванівна (нар. 17 лютого 1922, с. Нова Прага, Новопразький район, Кіровоградська область) — українська довгожителька, дружина письменника Віталія Петльованого.

## Біографічні відомості
Ольга Іванівна народилася в родині службовця Івана Яготіна та Анастасії Яготіної (Гелевері) 17 лютого 1922 року у с. Нова Прага Новопразького району Кіровоградської області. У сім'ї було троє дітей — Ольга, Марія і Дмитро.
За освітою — медик. Закінчила Кіровоградський медичний технікум.
У 1941—1943 роках — медичний фельдшер, учасник Другої світової війни. Нагороджена медаллю «За оборону Сталинграда». Під час війни вийшла заміж за письменника Віталія Петльованого (1914–1989), для якого була першим читачем, коректором, друкарем і секретарем.
Діти: Ольга Пугач (Петльована) (1944 р.н., м. Валки Харківської обл.) — фізик, журналіст; Віталій Петльований (1946 р.н., Чернівці) — продюсер кіно; Ірина Кравець (Петльована) (1950 р.н., Львів) — журналіст.
Мешкали в Чернівцях, у Львові. У 1952 році родина переїхала до Києва.
У родині 5 онуків — Ярослав, Антон, Олексій, Іван, Вероніка; 10 правнуків — Вероніка, Аліса, Тихін, Ілля, Микита, Поліна, Хейлі-Марія, Микита, Ілля, Лука.